# 安徽省合肥市中级人民法院
安徽省合肥市中级人民法院是中华人民共和国安徽省合肥市的中级人民法院。

## 沿革
安徽省合肥市中级人民法院成立于1958年。

## 机构设置
- 20个派出人民法庭[1]

## 历任领导
| 院长 副院长 | 党组书记 |

## 知名案例
2008年
- 原南京市委书记王武龙受贿案

2009年
- 步步高电子词典侵犯著作权案

2012年
- 薄谷开来、张晓军故意杀人案
- 郭维国、李阳、王鹏飞、王智徇私枉法案
- 微软公司诉安徽某科技公司侵犯计算机软件著作权案
- 药店出售违禁药品羊胎素案
- 番龙眼木地板冒充马兰蒂木地板案

## 对应基层人民法院、铁路运输法院
下级对应10个基层人民法院、1个铁路运输法院：
- 巢湖市人民法院
- 肥东县人民法院
- 肥西县人民法院
- 长丰县人民法院
- 庐江县人民法院
- 合肥市瑶海区人民法院
- 合肥市包河区人民法院
- 合肥市庐阳区人民法院
- 合肥市蜀山区人民法院
- 合肥高新技术产业开发区人民法院
- 合肥铁路运输法院